# Freeman Dyson
Pour les articles homonymes, voir Dyson (homonymie).
Freeman J. Dyson, né le 15 décembre 1923 à Crowthorne dans le Berkshire (Royaume-Uni) et mort le 28 février 2020 à Princeton (New Jersey), est un physicien théoricien et mathématicien britanno-américain.
Il contribue notamment aux fondements de l'électrodynamique quantique en 1948. Il fait également de nombreuses contributions à la physique des solides, l'astronomie et l’ingénierie nucléaire. On lui doit plusieurs concepts qui portent son nom, tels que la transformée de Dyson (en) , l’arbre de Dyson, la conjecture de Dyson, la série de Dyson (en) et la sphère de Dyson.

## Biographie
Son père est le compositeur George Dyson.
Freeman Dyson étudie à l'université de Cambridge entre 1941 et 1943. Entre 1943 et 1945, pendant la Seconde Guerre mondiale, il sert son pays dans un centre de recherche de la Royal Air Force. Il obtient une maîtrise de Cambridge en 1945 et est nommé membre du Trinity College en 1946. Il obtient ensuite une bourse du Commonwealth et part aux États-Unis en 1947, à l'université Cornell et à l'Institute for Advanced Study (IAS) de Princeton. Il revient en Angleterre entre 1949 et 1951, à l'université de Birmingham. Il est ensuite nommé professeur titulaire à Cornell, où il restera de 1951 à 1953. Il s'installe en 1953 comme professeur permanent à l'IAS de Princeton, jusqu'à sa retraite en 1994. Il est naturalisé citoyen américain en 1957.
Il est élu membre de la Royal Society en 1952, membre de l'Académie américaine des sciences en 1964, et membre associé étranger de l'Académie française des sciences le 24 avril 1989. Depuis 2003, Dyson est le président du Space Studies Institute, l'organisation de recherche spatiale fondée par son ami Gerard K. O'Neill.
Freeman Dyson est invité avec quelques autres intellectuels au Forum économique mondial de Davos en Suisse en janvier 2001. À cette occasion, il débat avec Bill Joy, fondateur et principal scientifique à Sun Microsystems à propos de la question : « Votre technologie est-elle contrôlable ? » Dyson défend la thèse du non. Le débat est reproduit dans l'ouvrage La Vie dans l'Univers (2009).

## Un hérétique
Freeman Dyson se dit « fier d'être un hérétique », bien que vieux. Il admire ainsi d'autres scientifiques qui, comme lui, vont contre la pensée dominante, tel l'astronome Thomas Gold dont il commémore la mort en 2005, à l'université Cornell.
La première hérésie que Freeman Dyson défend est « de prétendre que toute l'agitation au sujet du réchauffement global est largement exagérée ». Il se méfie particulièrement des prédictions des modèles informatiques, pertinentes en ce qui concerne la dynamique des fluides mais insuffisants quand ils décrivent les nuages, la poussière, la chimie et la biologie des champs, des fermes et des forêts. Dyson en vient à penser que les experts finissent par croire à leurs modèles plutôt que d'étudier la réalité. En conséquence, il annonce : « Il ne fait aucun doute que des régions du monde se réchauffent, mais le réchauffement n'est pas global. » Sa conclusion est sévère : les experts du réchauffement climatique détournent ainsi l'argent et l'attention à consacrer à d'autres problèmes plus urgents comme les maladies infectieuses, l'éducation ou encore la pauvreté.

## Distinctions
Au cours de sa carrière, Freeman Dyson obtient de nombreux prix, dont :
- Prix Dannie-Heineman de physique mathématique, American Institute of Physics (1965) ;
- Conférence von Neumann (1965) ;
- Médaille Oersted décernée par la American Association of Physics Teachers (1991) ;
- Prix Enrico-Fermi par le département de l'Énergie des États-Unis (1995) ;
- Prix Templeton (2000) ;
- Prix Henri-Poincaré (2012).

## Citations
« Vous ne pouvez pas raisonnablement obtenir une bonne technologie sans un nombre énorme d'échecs. Si vous regardez les bicyclettes, il y avait des milliers de modèles bizarres construits et testés avant qu'on ne trouve celui qui marchait vraiment. Vous ne pouvez jamais construire une bicyclette théoriquement. Même maintenant, après les avoir construites depuis une centaine d'années, il est très compliqué de comprendre comment fonctionne une bicyclette — il est même difficile de le formuler comme un problème mathématique. Mais juste par essais et échecs, nous avons trouvé comment le faire, et l'erreur était essentielle. »

— interviewé par Stewart Brand

« La technologie est un cadeau de Dieu et c'est peut être, après le cadeau de la vie, le meilleur cadeau de Dieu. La technologie est la mère de la civilisation, de l'art et de la science. »

## Publications

### Livres

#### Traduits en français
- Les Dérangeurs de l'univers, collection : Espace des sciences, Payot (1986)  (ISBN 978-2-228-65010-6). Traduction française de : Disturbing the Universe, Harper and Row, 1979  (ISBN 0465016774)
- Le Soleil, le génome et Internet, collection : Nouvelle bibliothèque scientifique, Flammarion, 2001  (ISBN 2082112489). Traduction française de : The Sun, the Genome and the Internet, Oxford University Press, 1999  (ISBN 0195139224)
- D'Éros à Gaïa : pour une science à échelle humaine, collection : Science ouverte, Le Seuil, 1998  (ISBN 2020195828). Traduction française de : From Eros to Gaia, Penguin États-Unis, rééd. 1995  (ISBN 0140174230)
- Portrait du scientifique en rebelle, Actes Sud, 2011  (ISBN 978-2-330-00221-3)
- Freeman J. Dyson (trad. de l'anglais par Stéphane Schmitt), La Vie dans l'Univers : Réflexions d'un physicien, Paris, Gallimard, coll. « Bibliothèque des Sciences Humaines », 2009, 256 p. (ISBN 978-2-07-012148-9)

#### En anglais
- Weapons and Hope, Harper and Row, 1984  (ISBN 0060390395)
- Origins of Life, Cambridge University Press, 1986. Deuxième éd. 1999  (ISBN 0521626684)
- Infinite in All Directions, 1985 Gifford lectures, Harper and Row, 1988  (ISBN 0060728892)
- Selected Papers of Freeman Dyson with Commentary, American Mathematical Society, 1996  (ISBN 0821805614)
- Imagined Worlds, Harvard University Press, 1997  (ISBN 0674539095)
- The Scientist as Rebel (en), 2006[8]

### Articles
- (en) Freeman J. Dyson, « Search for Artificial Stellar Sources of Infrared Radiation », Science, vol. 131, no 3414,‎ 3 juin 1960, p. 1667-1668 (DOI 10.1126/science.131.3414.1667)
- (en) Freeman J. Dyson, « The Search for Extraterrestrial Technology », dans Selected papers of Freeman Dyson with commentary, New York, American Mathematical Society, 1996, 566-572 p. (ISBN 9780821805619, lire en ligne)
- (en) Freeman J. Dyson et Richard Carrigan, « Dyson sphere », Scholarpedia, vol. 4, no 5,‎ 2009, p. 6647 (DOI 10.4249/scholarpedia.6647, lire en ligne)
- (en) Freeman J. Dyson, « Looking for life in unlikely places: reasons why planets may not be the best places to look for life », International Journal of Astrobiology, vol. 2, no 02,‎ 2003, p. 103-110 (DOI 10.1017/S147355040300153, présentation en ligne)
- (en) Freeman J. Dyson, « Letters to the Editor: Artificial Biosphere », Science, vol. 132, no 3421,‎ 22 juillet 1960, p. 253-254 (DOI 10.1126/science.132.3421.250, lire en ligne)
- (en) Anonyme, « Freeman J. Dyson. Shells Around Suns May Have Been Built », Science News Letters,‎ 18 juin 1960, p. 389 (lire en ligne)
- (en) Freeman J. Dyson, « Time Without End: Physics and Biology in an Open Universe », Reviews of Modern Physics, vol. 51, no 3,‎ juillet 1979, p. 447–460 (DOI 10.1103/RevModPhys.51.447, lire en ligne [PDF])